# Килибегс
Килибегс (на английски: Killybegs; на ирландски: Na Cealla Beaga) е град в северната част на Ирландия, графство Донигал на провинция Ълстър. Разположен е по северния бряг на залива Донигал, на който има малко пристанище. На 24 km на изток от Килибегс е град Донигал. Основен отрасъл в икономиката му е риболовът, преработката на риба и туризма. Населението на града е 1280 жители от преброяването през 2006 г. 